# Melanie Schlanger
Melanie Schlanger, född 31 augusti 1986 i Sunshine Coast, Queensland, är en australisk simmare.
Schlanger blev olympisk guldmedaljör på 4 × 100 meter frisim vid sommarspelen 2012 i London.